# تیموتی ام. دولن
تیموتی ام. دولن (انگلیسی: Timothy Michael Dolan؛ زادهٔ ۶ فوریهٔ ۱۹۵۰) کاردینال آمریکایی کلیسای کاتولیک است. او اسقف اعظم دهم و کنونی نیویورک است، که در سال ۲۰۰۹ از سوی پاپ بندیکت شانزدهم به این مقام منصوب شده‌است.
دولن به‌طور گسترده به خاطر ارزش‌های محافظه‌کارانه و شخصیت رسانه ای کاریزماتیکش شناخته شده‌است. او پیشتر اسقف اعظم میلواکی و سینت لوییس بوده‌است.